# Jaime Winstone
Pour les articles homonymes, voir Winstone (homonymie).
Jaime Winstone, née le 6 mai 1985 à Camden Town à Londres, est une actrice anglaise de télévision et de cinéma.

Elle se produit parfois sous le nom de Jamie Winstone.

## Biographie
Winstone naît à Camden, au nord de Londres. Elle est la fille de l'acteur Ray Winstone et d'Elaine McCausland. Elle a deux sœurs, Lois (née en 1982), qui est une chanteuse et parfois actrice, et Ellie (née en 2002). Elle grandit à Enfield, au nord de Londres, où elle va à l’Enfield County School, une école publique locale. Sa famille emménage ensuite à Roydon (Essex), où elle fréquente l'école Burnt Mill à Harlow, avant commencer des études d'arts du spectacle au département des arts du spectacle du Harlow College (en). Elle étudie brièvement le théâtre, avant de l'abandonner pour poursuivre une carrière d'actrice de cinéma.

### Carrière
Winstone commence sa carrière avec Bullet Boy (2004), Daddy's Girl, Kidulthood (2006) et Donkey Punch (2008). Elle participe à la série télévisée M.I.T.: Murder Investigation Team, Vincent (aux côtés de son père), Totally Frank, Goldplated et Dead Set. Elle tourne dans un court métrage intitulé Love Letter.
Elle fait ses débuts au Théâtre de Hampstead avec The Fastest Clock in the Universe, qui est également joué au théâtre Curve de Leicester.
Au printemps 2010, Winstone interprète Anneli Alderton, l'une des cinq femmes assassinées à Ipswich en 2006, dans le drame Five Daughters pour la BBC. Alderton était la troisième victime disparue en décembre 2006.

## Filmographie
- 2004 : Bullet Boy : Natalie
- 2005 : Love Letter : Tracey
- 2005 : Division Enquêtes Criminelles (téléfilm) : Hannah
- 2006 : Goldplated (téléfilm) : Lauren
- 2006 : Daddy's Girl : Nina
- 2006 : Vincent (téléfilm) : Gina
- 2006 : Totally Frank (téléfilm) : Lisa
- 2006 : Kidulthood : Becky
- 2008 : Dead Set de Charlie Brooker (série télévisée) : Kelly
- 2008 : Phoo Action (téléfilm) : Whitey Action
- 2008 : Donkey Punch d'Olly Blackburn : Kim
- 2009 : Boogie Woogie : Elaine
- 2010 : We Want Sex Equality : Sandra
- 2010 : Beast Hunters (téléfilm) : Pandora
- 2010 : Five Daughters (téléfilm) : Anneli Alderton
- 2011 : Wild Bill : Helen
- 2011 : Anuvahood : Yasmin
- 2011 : Hercule Poirot (série TV, épisode Les Pendules) : Sheila Webb
- 2012 : You Want Me to Kill Him? d'Andrew Douglas : Rachel
- 2012 : Elfie Hopkins : Elfie Hopkins
- 2012 : True Love (téléfilm) : Stella
- 2014 : Love, Rosie de Christian Ditter
- 2018 : Tomb Raider de Roar Uthaug : Pamela